# Arkada z Matką Boską
Arkada z Matką Boską – jaskinia w górnej części Doliny Kobylańskiej na Wyżynie Olkuskiej wchodzącej w skład Wyżyny Krakowsko-Częstochowskiej. Administracyjnie znajduje się w granicach wsi Będkowice, w gminie Wielka Wieś w powiecie krakowskim.

## Opis jaskini
Jaskinia znajduje się w porośniętej bluszczem skałce Ostatnia u zachodnich podnóży wzgórza Borynia, na granicy lasu i pól uprawnych, poniżej dużego gospodarstwa rolnego i jest widoczna ze ścieżki. Ma postać dwóch okien skalnych utworzonych przez duże bloki skalne.
Jaskinia powstało w wapieniach górnej jury. Nacieków brak. Namulisko składa się z wapiennego gruzu zmieszanego z glebą. Jaskinia jest sucha, widna. Rośnie w niej bluszczyk kurdybanek i mchy, ze zwierząt obserwowano pająki i wije.

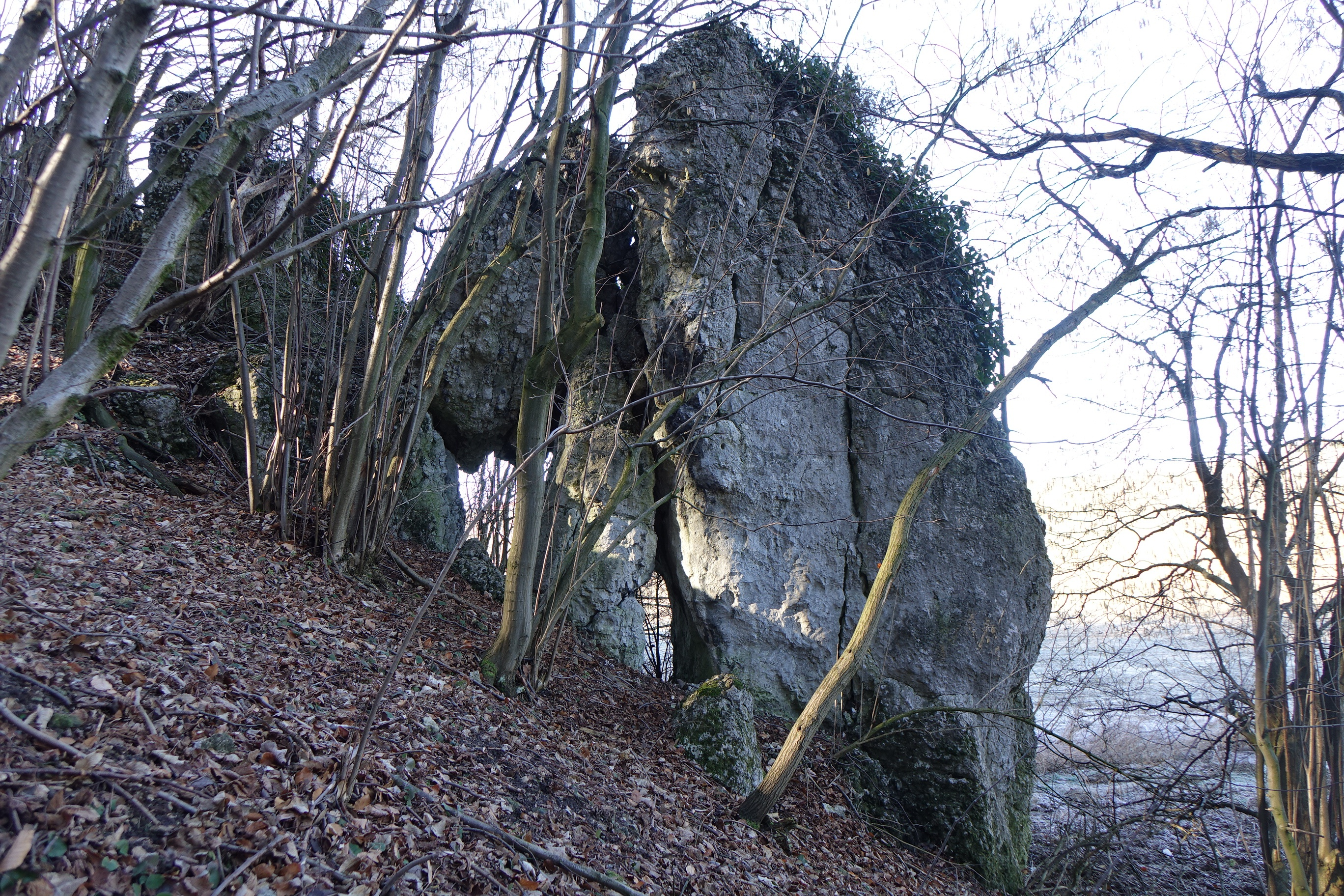
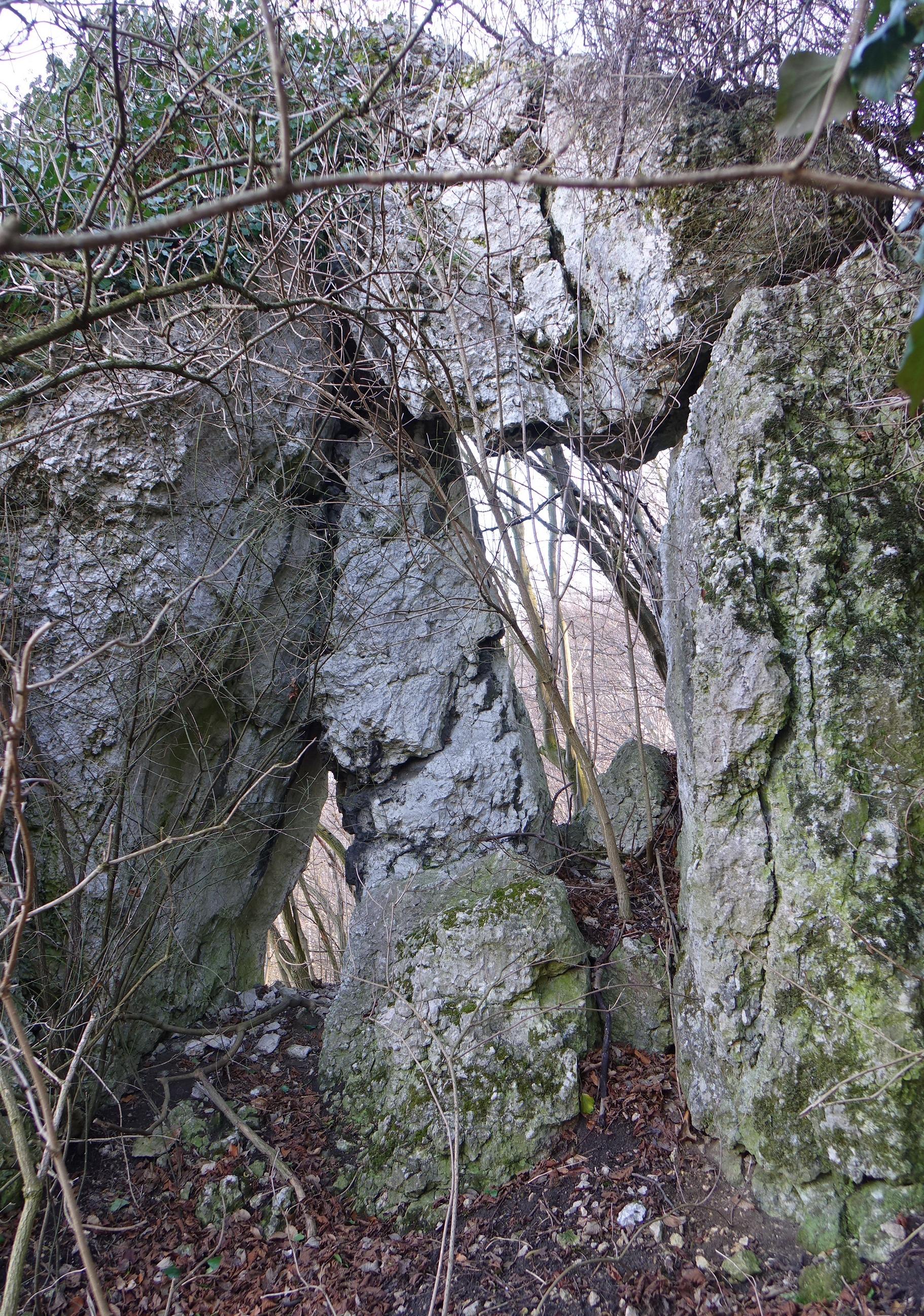